# Chaetochlorops inquilinus
Chaetochlorops inquilinus är en tvåvingeart som först beskrevs av Daniel William Coquillett 1898.  Chaetochlorops inquilinus ingår i släktet Chaetochlorops och familjen fritflugor. Inga underarter finns listade i Catalogue of Life.